# Temporada do Clube de Regatas do Flamengo de 2009
O Clube de Regatas do Flamengo em 2009 participou de três competições: Campeonato Carioca, onde foi campeão; Copa Libertadores da América, sendo eliminado nas oitavas de final; e Campeonato Brasileiro onde ficou com o quinto lugar. Disputou 66 partidas com 38 vitórias, 13 empates e 15 derrotas. Foram 126 gols marcados, 79 gols sofridos, saldo de 47 gols e um aproveitamento de 52,02%.
Ao longo da temporada, foram dois treinadores: Joel Santana, campeão Carioca de 2008, deixou o clube em 7 de maio; Caio Júnior assumiu o time e foi até o final da temporada.
Na parte disciplinar foram 177 cartões: 163 amarelos e 14 vermelhos. Fábio Luciano, com 18 amarelos e três vermelhos, foi o que mais recebeu cartões, seguido de Toró com 13 amarelos e um vermelho e Juan com 13 amarelos e um vermelho.

## Competições

### Campeonato Carioca
Na Taça Guanabara ficou com o primeiro lugar do grupo A com uma rodada de antecedência, mas foi derrotado por 2–1 na semifinal pelo Botafogo, segundo colocado do grupo B, que se tornou o campeão ao derrotar o Vasco da Gama na final. Teve o melhor ataque na fase de grupos com 21 gols marcados e sofreu 13 gols com saldo de oito gols.
1. ↑  GloboEsporte.com (3 de fevereiro de 2010). «Império do Amor faz sua parte, mas Fla falha na defesa e tropeça no Olaria». Consultado em 3 de fevereiro de 2010